# Studentersamfundet
 For alternative betydninger, se Studentersamfundet (Aalborg Universitet).
Studentersamfundet blev grundlagt den 2. maj 1882 i København som en venstreorienteret udbrydergruppe af Studenterforeningen. Fra 1880'erne var Studentersamfundet samlingsstedet for de venstreorienterede studenter, mens Studenterforeningen var de borgerlige studenters højborg. Ledende skikkelser var i de første årtier Alfred Christensen, Anders Hvass, Emil Trier, Herman Trier, Jeppe Aakjær, Georg Brandes, Viggo Hørup, Johan Ottosen og J.K. Lauridsen. Foreningen lå i Badstuestræde 9-11 og den nærtbeliggende Café Bernina var ofte samlingssted for efterfølgende løjer.
Studentersamfundet blev hurtigt en slagmark for magtkampe mellem socialdemokrater og kommunister, og juridisk er Studentersamfundet blev afviklet flere gange (bl.a. under 1. og 2. verdenskrig) for senere at blive gendannet (i 1921, 1945, 1968 og 1975).
1898-1901 fik foreningen sin egen bygning på Bispetorvet, tegnet af Carl Thonning og Emil Jeppesen i nationalromantik. Bygningen blev senere solgt til Handels- og Kontoristforeningen, der 1917 lod den helt ombygge ved Gotfred Tvede.
Foreningen findes stadig, men har nu en decentral struktur.